# Gotlands lagsaga
Gotlands lagsaga var en lagsaga som omfattade ön Gotland och dess härader.

## Historik
Gotlands lagsaga var en lagsaga som omfattade ön Gotland och dess härader. Från fredsslutet 1645 till 1664 och från 1669 till 1673 ingick området i Kalmar läns och Ölands lagsaga. Under perioderna 1665–1669 och 1673–1681 var den underställd drottning Kristina. 1682 blev lagsagan självständig för att 1689 åter en kort tid vara underställd kronan. Mellan 1690 och 1699 ingick Öland i lagsagan.
1828 uppgick lagsagan i Södermanlands lagsaga för att från 1832, till dess lagsagorna avskaffades 21 december 1849, ingå i Stockholms läns, Södermanlands och Gotlands lagsaga.

## Lagmän
- 1682–1689: Johan Paulin Olivecrantz
- 1690–1699: Johan Cedercrantz
- 1700–1705: Anders Wästfelt
- 1708–1711: Erik Bosin
- 1711–1712: Claes Henrik Grönhagen
- 1712–1718: Otto Reinhold Strömfelt
- 1718–1719: Birger Rosensparre
- 1719–1721: Carl Lietzen
- 1721–1730: Melchior Friedenreich
- 1730–1733: Carl Adolf Gyllenstierna
- 1733–1737: Fredrik Gyllenborg
- 1737–1744: Gustaf Fredrik Rothlieb
- 1745–1746: Johan von Scheffer
- 1746–1749: Johan Georg Lillienberg
- 1749–1756: Erik Wrangel
- 1756–1772: Gustaf Plaan
- 1773–1777: Carl Gustaf Wrangel
- 1777–1781: Göran Henrik Falkenberg
- 1781–1788: Christian af Stenhoff
- 1789–1794: Johan Palmgren
- 1794–1808: Casper Christoffer Hanell
- 1809–1810: Georg Adolf Koskull
- 1810–1811: Carl Emanuel Eneroth
- 1811–1820: Conrad Johan Barlund
- 1820–1827: Carl Mörner